# Campeonato Gaúcho de Futebol de 1959 - Série A
O Campeonato Gaúcho de Futebol de 1959, foi a 39ª edição da competição no Estado do Rio Grande do Sul. O campeonato manteve o formato dos anos anteriores, com uma disputa regionalizada. Neste ano, o campeão pela quarta vez consecutiva foi o Grêmio. Pela segunda vez consecutiva, o torneio classificou o campeão gaúcho para a Taça Brasil de Futebol.

## Formato
Assim como nos anos anteriores, o campeonato era disputado de forma hierarquizada, em que eram realizados torneios municipais, com seus campeões participando de torneios regionais antes de finalmente participar da fase final. Neste ano, a fase final foi disputada através de um quadrangular no sistema todos-contra-todos, sendo que o primeiro colocado ao final da última rodada é declarado campeão e se classifica à Taça Brasil de 1960.

## Participantes
| Equipe      | Cidade            | Campeão Regional | Participação | Participação | Participação | Melhor campanha    |
| Equipe      | Cidade            | Campeão Regional | Consec       | Total        | Última       | Melhor campanha    |
| ----------- | ----------------- | ---------------- | ------------ | ------------ | ------------ | ------------------ |
| Cruzeiro    | São Gabriel       | Fronteira        | 1ª           | 3ª           | 1956         | 3º lugar (2 vezes) |
| Farroupilha | Pelotas           | Litoral          | 1ª           | 4ª*          | 1943         | Campeão (1935)     |
| Grêmio      | Porto Alegre      | Metropolitana    | 4ª           | 17ª          | 1958         | Campeão (10 vezes) |
| Santa Cruz  | Santa Cruz do Sul | Sudoeste         | 1ª           | 3ª           | 1957         | 3º lugar (1932)    |

* Ex-9º Regimento da Infantaria, a segunda participação como Farroupilha.

## Quadrangular final
| Quadrangular final | Quadrangular final | Quadrangular final | Quadrangular final | Quadrangular final | Quadrangular final | Quadrangular final | Quadrangular final | Quadrangular final | Quadrangular final | Quadrangular final |
| Pos                | Times              | Pts                | J                  | V                  | E                  | D                  | GP                 | GC                 | SG                 | %                  |
| ------------------ | ------------------ | ------------------ | ------------------ | ------------------ | ------------------ | ------------------ | ------------------ | ------------------ | ------------------ | ------------------ |
| 1                  | Grêmio             | 12                 | 6                  | 6                  | 0                  | 0                  | 16                 | 5                  | +11                | 100                |
| 2                  | Farroupilha        | 7                  | 6                  | 3                  | 1                  | 2                  | 13                 | 7                  | +6                 | 58                 |
| 3                  | Santa Cruz-RS      | 3                  | 6                  | 1                  | 1                  | 4                  | 6                  | 9                  | -3                 | 25                 |
| 4                  | Cruzeiro           | 2                  | 6                  | 1                  | 0                  | 5                  | 4                  | 18                 | -14                | 17                 |

|  |         |
|  | Campeão |

| Cruzeiro      |     | 0–3 | 0–1 | 2–3 |
| Grêmio        | 4–0 |     | 3–2 | 2–1 |
| Farroupilha   | 6–0 | 2–3 |     | 1–0 |
| Santa Cruz-RS | 1–2 | 0–1 | 1–1 |     |

|  |                      |
|  | Vitória do Mandante  |
|  | Empate               |
|  | Vitória do Visitante |

### Jogos
Turno
| 10 de abril de 1960 | Cruzeiro | 0 – 3 | Grêmio                               |                                                    |
|                     |          | [ 1 ] | 48' Altino · 60' Sergio · 70' Volnei | Renda: Cr$ 150 mil Árbitro: Aparício Viana e Silva |

| 10 de abril de 1960 | Santa Cruz-RS | 1 – 1 | Farroupilha | Estádio dos Plátanos, Santa Cruz do Sul |
|                     | Arai 24'      | [ 2 ] | 67' Catalã  | Árbitro: Romeu Rodrigues da Cruz        |

| 17 de abril de 1960 | Grêmio                | 2 – 1 | Santa Cruz-RS | Estádio Olímpico, Porto Alegre                    |
|                     | Amaro 8' · Juarez 82' | [ 3 ] | 17' Milton    | Renda: Cr$ 50 mil Árbitro: Aparício Viana e Silva |

| 17 de abril de 1960 | Farroupilha                     | 6 – 0 | Cruzeiro | Estádio das Laranjeiras, Pelotas             |
|                     | Leão · Dario · Valério · Catalã | [ 4 ] |          | Renda: Cr$ 51 mil Árbitro: Fortunato Tonelli |

| 24 de abril de 1960 | Santa Cruz-RS | 1 – 2 | Cruzeiro                 | Estádio dos Plátanos, Santa Cruz do Sul |
|                     | Amaro 31'     | [ 5 ] | 38' Lacerda · 44' Afonso | Árbitro: Ney da Luz Barbosa             |

| 24 de abril de 1960 | Grêmio                      | 3 – 2 | Farroupilha               | Estádio Olímpico, Porto Alegre |
|                     | Juarez 37' · Milton 64' 73' | [ 6 ] | 11' Catalã · 36' Toquinho | Árbitro: Orosman Fasoli        |

Returno
| 1 de maio de 1960 | Grêmio                                    | 4 – 0 | Cruzeiro | Estádio Olímpico, Porto Alegre               |
|                   | Cardoso 10' · Juarez 39' · Milton 70' 81' | [ 7 ] |          | Renda: Cr$ 70 mil Árbitro: Hélio Benevenutti |

| 1 de maio de 1960 | Farroupilha | 1 – 0 | Santa Cruz-RS | Estádio das Laranjeiras, Pelotas              |
|                   | Lelo 84'    | [ 8 ] |               | Renda: Cr$ 50 mil Árbitro: Ney da Luz Barbosa |

| 8 de maio de 1960 | Cruzeiro | 0 – 1 | Farroupilha |                                               |
|                   |          | [ 9 ] | Gol marcado | Renda: Cr$ 50 mil Árbitro: Ney da Luz Barbosa |

| 8 de maio de 1960 | Santa Cruz-RS | 0 – 1  | Grêmio     | Estádio dos Plátanos, Santa Cruz do Sul       |
|                   |               | [ 10 ] | 22' Juarez | Renda: Cr$ 110 mil Árbitro: Hélio Benevenutti |

| 15 de maio de 1960 | Cruzeiro                | 2 – 3  | Santa Cruz-RS                     |                                                   |
|                    | Nadir 62' · Lacerda 81' | [ 11 ] | 60' Betinho · 72' Amaro · 88' Loi | Renda: Cr$ 20 mil Árbitro: Alfeu Cachapur Batista |

| 15 de maio de 1960 | Farroupilha             | 2 – 3  | Grêmio                              | Estádio das Laranjeiras, Pelotas               |
|                    | Catalã 4' · Toquinho 6' | [ 12 ] | 17' Gessy · 57' Vieira · 72' Juarez | Renda: Cr$ 120 mil Árbitro: Ney da Luz Barbosa |

## Premiação
| Campeonato Gaúcho de 1959         |
| Porto Alegre                      |
| --------------------------------- |
| Grêmio Tetracampeão (11.º título) |

| Campeão do Interior de 1959      |
| Pelotas                          |
| -------------------------------- |
| Farroupilha Campeão (3.º título) |